# Intercontinental Rally Challenge 2011
Navigation
2010 2012
Saison 2011 de l'Intercontinental Rally Challenge.

Le système de points change, 25 points pour le premier, puis 18, 15, 12, 10, 8, 6, 4, 2 et 1 pour le dixième. Il s'agit du même barème que pour le championnat WRC.

Les deux dernières épreuves verront les points attribués multipliés par un coefficient de 1,5 pour l'Écosse et de 2 pour Chypre.

## Calendrier
| Manche | Rallye                                                | Podium                                                | Podium                                                | Podium                                                | Podium                                                | Podium            |
| Manche | Rallye                                                | Pos.                                                  | Pilote                                                | Copilote                                              | Voiture                                               | Temps             |
| ------ | ----------------------------------------------------- | ----------------------------------------------------- | ----------------------------------------------------- | ----------------------------------------------------- | ----------------------------------------------------- | ----------------- |
| 1re    | Rallye Monte-Carlo (19-22 janvier)                    | 1er                                                   | Bryan Bouffier                                        | Xavier Panseri                                        | Peugeot 207 S2000                                     | 3 h 32 min 55 s 6 |
| 1re    | Rallye Monte-Carlo (19-22 janvier)                    | 2e                                                    | Freddy Loix                                           | Frédéric Miclotte                                     | Škoda Fabia S2000                                     | 3 h 33 min 28 s 1 |
| 1re    | Rallye Monte-Carlo (19-22 janvier)                    | 3e                                                    | Guy Wilks                                             | Philip Pugh                                           | Peugeot 207 S2000                                     | 3 h 34 min 15 s 3 |
| 1re    | Rallye Monte-Carlo (19-22 janvier)                    |                                                       |                                                       |                                                       |                                                       |                   |
| 1re    | Rallye Monte-Carlo (19-22 janvier)                    | 2RM                                                   | Pierre Campana                                        | Sabrina de Castelli                                   | Renault Clio R3                                       | 3 h 56 min 58 s 1 |
| 2e     | Rallye des Canaries (14-16 avril)                     | 1er                                                   | Juho Hänninen                                         | Mikko Markkula (fi)                                   | Škoda Fabia S2000                                     | 1 h 40 min 38 s 1 |
| 2e     | Rallye des Canaries (14-16 avril)                     | 2e                                                    | Jan Kopecký                                           | Petr Starý                                            | Škoda Fabia S2000                                     | 1 h 40 min 39 s 6 |
| 2e     | Rallye des Canaries (14-16 avril)                     | 3e                                                    | Thierry Neuville                                      | Nicolas Gilsoul                                       | Peugeot 207 S2000                                     | 1 h 40 min 46 s 3 |
| 2e     | Rallye des Canaries (14-16 avril)                     |                                                       |                                                       |                                                       |                                                       |                   |
| 2e     | Rallye des Canaries (14-16 avril)                     | 2RM                                                   | Joan Vinyes                                           | Jordi Mercader                                        | Suzuki Swift S1600                                    | 1 h 46 min 12 s 1 |
| 3e     | Tour de Corse (12-14 mai)                             | 1er                                                   | Thierry Neuville                                      | Nicolas Gilsoul                                       | Peugeot 207 S2000                                     | 3 h 20 min 51 s 0 |
| 3e     | Tour de Corse (12-14 mai)                             | 2e                                                    | Freddy Loix                                           | Frédéric Miclotte                                     | Škoda Fabia S2000                                     | 3 h 21 min 06 s 5 |
| 3e     | Tour de Corse (12-14 mai)                             | 3e                                                    | Guy Wilks                                             | Philip Pugh                                           | Peugeot 207 S2000                                     | 3 h 21 min 53 s 6 |
| 3e     | Tour de Corse (12-14 mai)                             |                                                       |                                                       |                                                       |                                                       |                   |
| 3e     | Tour de Corse (12-14 mai)                             | 2RM                                                   | Pierre-Antoine Gugliemi                               | Jean-François Porcu                                   | Renault Clio R3                                       | 3 h 33 min 22 s 4 |
| 4e     | Rallye d'Ukraine (Yalta) (2-4 juin)                   | 1er                                                   | Juho Hänninen                                         | Mikko Markkula (fi)                                   | Škoda Fabia S2000                                     | 2 h 54 min 14 s 0 |
| 4e     | Rallye d'Ukraine (Yalta) (2-4 juin)                   | 2e                                                    | Bryan Bouffier                                        | Xavier Panseri                                        | Peugeot 207 S2000                                     | 2 h 54 min 25 s 7 |
| 4e     | Rallye d'Ukraine (Yalta) (2-4 juin)                   | 3e                                                    | Jan Kopecký                                           | Petr Starý                                            | Škoda Fabia S2000                                     | 2 h 54 min 52 s 7 |
| 4e     | Rallye d'Ukraine (Yalta) (2-4 juin)                   |                                                       |                                                       |                                                       |                                                       |                   |
| 4e     | Rallye d'Ukraine (Yalta) (2-4 juin)                   | 2RM                                                   | Jean-Michel Raoux                                     | Laurent Magat                                         | Renault Clio R3                                       | 3 h 16 min 16 s 9 |
| 5e     | Rallye d'Ypres (23-25 juin)                           | 1er                                                   | Freddy Loix                                           | Frédéric Miclotte                                     | Škoda Fabia S2000                                     | 2 h 40 min 03 s 9 |
| 5e     | Rallye d'Ypres (23-25 juin)                           | 2e                                                    | Bryan Bouffier                                        | Xavier Panseri                                        | Peugeot 207 S2000                                     | 2 h 41 min 45 s 5 |
| 5e     | Rallye d'Ypres (23-25 juin)                           | 3e                                                    | Hans Weijs Jr.                                        | Bjorn Degandt                                         | Škoda Fabia S2000                                     | 2 h 44 min 00 s 8 |
| 5e     | Rallye d'Ypres (23-25 juin)                           |                                                       |                                                       |                                                       |                                                       |                   |
| 5e     | Rallye d'Ypres (23-25 juin)                           | 2RM                                                   | Kris Princen                                          | Bram Eelbode                                          | Renault Megane RS                                     | 2 h 51 min 56 s 1 |
| 6e     | Rallye des Açores (14-16 juillet)                     | 1er                                                   | Juho Hänninen                                         | Mikko Markkula (fi)                                   | Škoda Fabia S2000                                     | 2 h 19 min 03 s 8 |
| 6e     | Rallye des Açores (14-16 juillet)                     | 2e                                                    | Andreas Mikkelsen                                     | Ola Fløene                                            | Škoda Fabia S2000                                     | 2 h 19 min 46 s 1 |
| 6e     | Rallye des Açores (14-16 juillet)                     | 3e                                                    | Jan Kopecký                                           | Petr Starý                                            | Škoda Fabia S2000                                     | 2 h 20 min 49 s 8 |
| 6e     | Rallye des Açores (14-16 juillet)                     |                                                       |                                                       |                                                       |                                                       |                   |
| 6e     | Rallye des Açores (14-16 juillet)                     | 2RM                                                   | Paulo Maciel                                          | Filipe Gouveira                                       | Citroën Saxo Cup                                      | 2 h 37 min 14 s 5 |
| -      | Rallye de Madère (4-6 août), retiré du calendrier IRC | Rallye de Madère (4-6 août), retiré du calendrier IRC | Rallye de Madère (4-6 août), retiré du calendrier IRC | Rallye de Madère (4-6 août), retiré du calendrier IRC | Rallye de Madère (4-6 août), retiré du calendrier IRC |                   |
| 7e     | Rallye de Zlín (26-28 août)                           | 1er                                                   | Jan Kopecký                                           | Petr Starý                                            | Škoda Fabia S2000                                     | 2 h 15 min 51 s 7 |
| 7e     | Rallye de Zlín (26-28 août)                           | 2e                                                    | Freddy Loix                                           | Frédéric Miclotte                                     | Škoda Fabia S2000                                     | 2 h 15 min 52 s 9 |
| 7e     | Rallye de Zlín (26-28 août)                           | 3e                                                    | Juho Hänninen                                         | Mikko Markkula (fi)                                   | Škoda Fabia S2000                                     | 2 h 16 min 29 s 1 |
| 7e     | Rallye de Zlín (26-28 août)                           |                                                       |                                                       |                                                       |                                                       |                   |
| 7e     | Rallye de Zlín (26-28 août)                           | 2RM                                                   | Stefano Albertini                                     | Simone Scattolin                                      | Renault Clio R3                                       | 2 h 29 min 34 s 6 |
| 8e     | Rallye de Hongrie (9-11 septembre)                    | 1er                                                   | Jan Kopecký                                           | Petr Starý                                            | Škoda Fabia S2000                                     | 2 h 00 min 06 s 7 |
| 8e     | Rallye de Hongrie (9-11 septembre)                    | 2e                                                    | Thierry Neuville                                      | Nicolas Gilsoul                                       | Peugeot 207 S2000                                     | 2 h 00 min 07 s 5 |
| 8e     | Rallye de Hongrie (9-11 septembre)                    | 3e                                                    | Freddy Loix                                           | Frédéric Miclotte                                     | Škoda Fabia S2000                                     | 2 h 01 min 06 s 7 |
| 8e     | Rallye de Hongrie (9-11 septembre)                    |                                                       |                                                       |                                                       |                                                       |                   |
| 8e     | Rallye de Hongrie (9-11 septembre)                    | 2RM                                                   | Stefano Albertini                                     | Simone Scattolin                                      | Renault Clio R3                                       | 2 h 10 min 14 s 7 |
| 9e     | Rallye Sanremo (22-24 septembre)                      | 1er                                                   | Thierry Neuville                                      | Nicolas Gilsoul                                       | Peugeot 207 S2000                                     | 2 h 19 min 57 s 8 |
| 9e     | Rallye Sanremo (22-24 septembre)                      | 2e                                                    | Andreas Mikkelsen                                     | Ola Fløene                                            | Škoda Fabia S2000                                     | 2 h 19 min 59 s 3 |
| 9e     | Rallye Sanremo (22-24 septembre)                      | 3e                                                    | Bryan Bouffier                                        | Xavier Panseri                                        | Peugeot 207 S2000                                     | 2 h 20 min 13 s 8 |
| 9e     | Rallye Sanremo (22-24 septembre)                      |                                                       |                                                       |                                                       |                                                       |                   |
| 9e     | Rallye Sanremo (22-24 septembre)                      | 2RM                                                   | Davide Medici                                         | Daniele De Luis                                       | Renault Clio S1600                                    | 2 h 28 min 35 s 2 |
| 10e    | Rallye d'Écosse (7-9 octobre)                         | 1er                                                   | Andreas Mikkelsen                                     | Ola Fløene                                            | Škoda Fabia S2000                                     | 1 h 55 min 17 s 2 |
| 10e    | Rallye d'Écosse (7-9 octobre)                         | 2e                                                    | Juho Hänninen                                         | Mikko Markkula (fi)                                   | Škoda Fabia S2000                                     | 1 h 55 min 43 s 6 |
| 10e    | Rallye d'Écosse (7-9 octobre)                         | 3e                                                    | Bryan Bouffier                                        | Xavier Panseri                                        | Peugeot 207 S2000                                     | 1 h 56 min 52 s 5 |
| 10e    | Rallye d'Écosse (7-9 octobre)                         |                                                       |                                                       |                                                       |                                                       |                   |
| 10e    | Rallye d'Écosse (7-9 octobre)                         | 2RM                                                   | Martin Kangur                                         | Silver Kutt                                           | Honda Civic Type-R                                    | 2 h 11 min 40 s 1 |
| 11e    | Rallye de Chypre (3-5 novembre)                       | 1er                                                   | Andreas Mikkelsen                                     | Ola Fløene                                            | Škoda Fabia S2000                                     | 2 h 25 min 18 s 5 |
| 11e    | Rallye de Chypre (3-5 novembre)                       | 2e                                                    | Jan Kopecký                                           | Pavel Dresler                                         | Škoda Fabia S2000                                     | 2 h 26 min 59 s 0 |
| 11e    | Rallye de Chypre (3-5 novembre)                       | 3e                                                    | Patrik Sandell                                        | Staffan Parmander                                     | Škoda Fabia S2000                                     | 2 h 28 min 13 s 3 |

## Classements

### Pilotes
| Rang | Pilote            | Rallyes | Rallyes | Rallyes | Rallyes | Rallyes | Rallyes | Rallyes | Rallyes | Rallyes | Rallyes | Rallyes | Total de points | Total de points |
| Rang | Pilote            | MON     | CAN     | COR     | UKR     | BEL     | AÇO     | CZE     | HUN     | ITA     | GBR     | CHY     | marqués         | retenus (7)     |
| ---- | ----------------- | ------- | ------- | ------- | ------- | ------- | ------- | ------- | ------- | ------- | ------- | ------- | --------------- | --------------- |
| 1    | Andreas Mikkelsen | Ab.     | 8       | 8       | 12      | Ab.     | 18      | 10      | Ab.     | 18      | 37,5    | 50      | 161,5           | 153,5           |
| 2    | Jan Kopecký       | 4       | 18      | 18      | 15      | 0       | 15      | 25      | 25      | 12      | 15      | 36      | 183             | 152             |
| 3    | Juho Hänninen     | 8       | 25      |         | 25      |         | 25      | 15      |         |         | 27      | Ab.     | 125             | 125             |
| 4    | Freddy Loix       | 18      | 12      | 15      |         | 25      |         | 18      | 15      | Ab.     |         | 20      | 123             | 123             |
| 5    | Thierry Neuville  | Ab.     | 15      | 25      | 8       | Ab.     |         | 12      | 18      | 25      | 12      | Ab.     | 115             | 115             |
| 6    | Bryan Bouffier    | 25      | 6       | Ab.     | 18      | Dq.     | 12      | Ab.     | 12      | 15      | 22,5    |         | 110,5           | 110,5           |
| 7    | Guy Wilks         | 15      | 10      | Ab.     | 10      | 12      | Ab.     | Ab.     | Ab.     | Ab.     | Ab.     |         | 47              | 47              |
| 8    | Patrik Sandell    |         |         | 2       | 2       |         | 10      |         |         |         |         | 30      | 44              | 44              |
| 9    | Toni Gardemeister | 1       | 1       | 4       | 6       | 8       |         | 8       | 6       | 2       | 9       |         | 45              | 43              |
| 10   | Karl Kruuda       |         |         |         | 4       | 10      | 1       |         |         |         |         | 24      | 39              | 39              |
| 11   | Bruno Magalhães   | Ab.     | 4       | 10      |         | Ab.     | Ab.     |         | 2       | 10      |         |         | 26              | 26              |
| 12   | Craig Breen       |         |         |         |         |         |         | 6       |         |         | 18      |         | 24              | 24              |

| Couleur | Résultat                                                         |
| ------- | ---------------------------------------------------------------- |
| Or      | Vainqueur                                                        |
| Argent  | 2e place                                                         |
| Bronze  | 3e place                                                         |
| Vert    | Classé, dans les points                                          |
| Bleu    | Classé, hors des points Non classé (Nc.)                         |
| Mauve   | Abandon (Ab.) Retrait (Re.)                                      |
| Noir    | Disqualifié (Dq.)                                                |
| Blanc   | N'a pas pris le départ (Np.) Forfait (Forf.) Épreuve annulée (A) |
| Aucune  | N'a pas participé (-)                                            |

### Constructeurs
| Rang | Pilote                | Rallyes | Rallyes | Rallyes | Rallyes | Rallyes | Rallyes | Rallyes | Rallyes | Rallyes | Rallyes | Rallyes | Total de points | Total de points |
| Rang | Pilote                | MON     | CAN     | COR     | UKR     | BEL     | AÇO     | CZE     | HUN     | ITA     | GBR     | CHY     | marqués         | retenus (7)     |
| ---- | --------------------- | ------- | ------- | ------- | ------- | ------- | ------- | ------- | ------- | ------- | ------- | ------- | --------------- | --------------- |
| 1    | Škoda                 | 30      | 43      | 33      | 40      | 43      | 43      | 43      | 40      | 20      | 64,5    | 86      | 495,5           | 362,5           |
| 2    | Peugeot               | 40      | 27      | 37      | 40      | 16      | 19      | 15      | 30      | 40      | 37,5    | 24      | 315,5           | 241,5           |
| 3    | Subaru                | 14      | 4       | 14      | 1       | 0       | 16      | 2       | 10      | 6       | 15      | 42      | 124             | 117             |
| 4    | M-Sport (Ford)        | 10      | 3       | 10      | 4       | 23      | 0       | 20      | 0       | 10      | 30      |         | 110             | 107             |
| 5    | Ralliart (Mitsubishi) | 6       | 0       | 0       | 10      | 8       | 20      | 5       | 18      | 6       | 1,5     | 36      | 110,5           | 104             |
| 6    | Honda                 | 0       | 8       | 4       | 16      | 0       |         | 0       | 3       | 0       | 3       | 12      | 46              | 46              |
| 7    | Proton                | 0       | 16      |         | 0       | 1       |         | 16      | 0       | 8       | 0       |         | 41              | 41              |
| 8    | Abarth                | 1       | 0       | 3       |         | 10      |         | 0       |         | 1       |         |         | 15              | 15              |